# Sage Northcutt
Sage Monroe Northcutt (Katy, Texas; 1 de marzo de 1996) es un artista marcial mixto estadounidense que actualmente compite en la categoría de peso ligero en ONE Championship.

## Primeros años
Northcutt ha estado entrenando MMA desde los 4 años y compitió en todo el mundo desde temprana edad. Su padre, Mark, es un cinturón negro en karate shuri-ryū. A los 9 años, Northcutt se convirtió en la persona más joven en ser la portada de la revista Sport Karate Magazine. Northcutt ha ganado un total de 77 campeonatos mundiales juveniles en karate. También está invicto en kickboxing, con un récord de 15–0.
Northcutt asistó a Seven Lakes High School antes ser transferido a Katy High School durante su segundo año. Northcutt fue inducido al Salón de la Fama de Black Belt Magazine en 2012 a la edad de 15 años. En la secundaria, Northcutt entrenó y compitió en wrestling, también entrenó con el club de wrestling de Texas A&M university antes de egresar para continuar su carrera de artes marciales mixtas.

## Carrera en artes marciales mixtas

### Ultimate Fighting Championship
Northcutt hizo su debut en UFC frente a Francisco Treviño el 3 de octubre de 2015 en UFC 192. Northcutt ganó la pelea por nocaut técnico en 57 segundos.
Northcutt enfrentó a Cody Pfister el 10 de diciembre de 2015, en UFC Fight Night 80. Northcutt ganó la pelea por sumisión en el segundo asalto.
Northcutt enfrentó a Bryan Barberena el 30 de enero de 2016, en UFC on Fox 18. Northcutt perdió la pelea por sumisión en el segundo asalto.
Northcutt enfrentó a Enrique Marín el 9 de julio de 2016 en UFC 200. Northcutt ganó la pelea por decisión unánime.
Northcutt tuvo su segunda pelea en el peso wélter cuando enfrentó a Mickey Gall el 17 de diciembre de 2016, en UFC on Fox 22. Perdió la pelea por sumisión en el segundo asalto.
Northcutt enfrentó a Michel Quiñones el 11 de noviembre de 2017 en UFC Fight Night 120. Ganó la pelea por decisión unánime.
Northcutt enfrentó a Thibault Gouti el 18 de febrero de 2018 en UFC Fight Night 126. Ganó la pelea por decisión unánime.
Northcutt enfrentó a Zak Ottow el 14 de julio de 2018, en UFC Fight Night 133. Ganó la pelea por KO en el segundo asalto. Luego de esta pelea, Northcutt confirmó que su contrato había expirado, haciéndolo un agente libre.
El 26 de noviembre de 2018, Dana White confirmó en UFC Unfiltered que UFC no renovó el contrato de Sage Northcutt. White citó razones, declarando, "Sage es joven, y necesita trabajar. Dejemoslo trabajar en otras organizaciones, y veremos donde termina en un par de años. Tal vez lo traeremos de vuelta."

### ONE Championship
El 30 de noviembre de 2018, se anunció que Northcutt había firmado con ONE Championship. El 26 de febrero de 2019, se anunció que Northcutt había sido programado para hacer su debut en la promoción contra Cosmo Alexandre el 17 de mayo de 2019, en ONE Championship: Enter the Dragon. Northcutt perdió la pelea por nocaut en el primer asalto.
El 22 de noviembre de 2019, Northcutt anunció que bajaría dos categorías de peso a peso pluma (155 lbs) en ONE Championship. “Aprendí mi lección peleando en una categoría de peso muy grande, voy a bajar a 155, y será lo mejor para mí,”
Northcutt estaba programado para enfrentar a Shinya Aoki en una pelea en peso ligero, luego de casi dos años de inactividad, en ONE on TNT 4, el 28 de abril de 2021. Sin embargo, Northcutt se retiró de la pelea por dar positivo por COVID-19 y fue reemplazado por Eduard Folayang.
Luego de casi 4 años de ausencia, Northcutt enfrentó a Ahmed Mujtaba el 5 de mayo de 2023, en ONE Fight Night 10. Ganó la pelea por sumisión en el primer asalto. Esta victoria lo hizo merecedor de su primer premio de Actuación de la Noche.
Northcutt está programado para enfrentar a Shinya Aoki el 28 de enero de 2024, en ONE 165.

## Vida personal
Sage estudió ingeniería petrolífera en la Universidad de Texas A&M. En enero de 2017, Northcutt anunció que egresó de la universida de Texas A&M University para entrenar artes marciales mixtas a tiempo completo. Northcutt es Cristiano. Northcutt se casó con la actriz Amanda Leighton el 5 de diciembre de 2020.

## Campeonatos y logros
- ONE Championship
  - Actuación de la Noche (Una vez) vs. Ahmed Mujtaba[31]

## Récord en artes marciales mixtas
| Récord profesional | Récord profesional | Récord profesional |
| 15 peleas          | 12 victorias       | 3 derrotas         |
| ------------------ | ------------------ | ------------------ |
| Nocaut             | 5                  | 1                  |
| Sumisión           | 4                  | 2                  |
| Decisión           | 3                  | 0                  |

| Resultado | Récord | Oponente             | Método                        | Evento                                            | Fecha                   | Ronda | Tiempo | Localización           | Notas                  |
| --------- | ------ | -------------------- | ----------------------------- | ------------------------------------------------- | ----------------------- | ----- | ------ | ---------------------- | ---------------------- |
|           |        | Shinya Aoki          |                               | ONE 165                                           | 28 de enero de 2023     |       |        | Tokio                  |                        |
| Victoria  | 12–3   | Ahmed Mujtaba        | Sumisión (heel hook)          | ONE Fight Night 10                                | 5 de mayo de 2023       | 1     | 0:39   | Broomfield, Colorado   | Actuación de la Noche. |
| Derrota   | 11–3   | Cosmo Alexandre      | KO (puñetazo)                 | ONE Championship: Enter the Dragon                | 17 de mayo de 2019      | 1     | 0:29   | Kallang                |                        |
| Victoria  | 11–2   | Zak Ottow            | KO (golpes)                   | UFC Fight Night: dos Santos vs. Ivanov            | 14 de julio de 2018     | 2     | 3:13   | Boise, Idaho           |                        |
| Victoria  | 10–2   | Thibault Gouti       | Decisión (unánime)            | UFC Fight Night: Cowboy vs. Medeiros              | 18 de febrero de 2018   | 3     | 5:00   | Austin, Texas          |                        |
| Victoria  | 9–2    | Michel Quiñones      | Decisión (unánime)            | UFC Fight Night: Poirier vs. Pettis               | 11 de noviembre de 2017 | 3     | 5:00   | Norfolk, Virginia      | Regreso a peso ligero. |
| Derrota   | 8–2    | Mickey Gall          | Sumisión (rear-naked choke)   | UFC on Fox: VanZant vs. Waterson                  | 17 de diciembre de 2016 | 2     | 1:40   | Sacramento, California | Peso wélter.           |
| Victoria  | 8–1    | Enrique Marín        | Decisión (unánime)            | UFC 200                                           | 9 de julio de 2016      | 3     | 5:00   | Las Vegas, Nevada      |                        |
| Derrota   | 7–1    | Bryan Barberena      | Sumisión (arm-triangle choke) | UFC on Fox: Johnson vs. Bader                     | 30 de enero de 2016     | 2     | 3:06   | Newark, Nueva Jersey   | Peso wélter.           |
| Victoria  | 7–0    | Cody Pfister         | Sumisión (guillotine choke)   | UFC Fight Night: Namajunas vs. VanZant            | 10 de diciembre de 2015 | 2     | 0:41   | Las Vegas, Nevada      |                        |
| Victoria  | 6–0    | Francisco Treviño    | TKO (codazos y golpes)        | UFC 192                                           | 3 de octubre de 2015    | 1     | 0:57   | Houston, Texas         | Debut en peso ligero.  |
| Victoria  | 5–0    | Rocky Long           | Sumisión (neck crank)         | Legacy Fighting Championship 44                   | 28 de agosto de 2015    | 2     | 3:30   | Houston, Texas         |                        |
| Victoria  | 4–0    | Gage Duhon           | Sumisión (rear-naked choke)   | Legacy Fighting Championship 42                   | 22 de noviembre de 2014 | 1     | 4:26   | Lake Charles, Luisiana |                        |
| Victoria  | 3–0    | James Christopherson | TKO (golpes)                  | Fury Fighting 6                                   | 22 de mayo de 2014      | 1     | 4:35   | Humble, Texas          |                        |
| Victoria  | 2–0    | Jacob Capelli        | TKO (golpes)                  | Legacy Fighting Championship: Challenger Series 1 | 25 de abril de 2014     | 1     | 0:55   | Houston, Texas         |                        |
| Victoria  | 1–0    | Tim Lashley          | TKO (golpes)                  | Legacy Fighting Championship 37                   | 20 de abril de 2014     | 1     | 0:27   | Houston, Texas         |                        |